# Erwin Halletz
Erwin Halletz (* 12. Juli 1923 in Wien; † 27. Oktober 2008 ebenda; Pseudonym: René Roulette) war ein österreichischer Komponist, Arrangeur und Dirigent, der sowohl bekannte Schlager als auch zahlreiche Filmmusiken komponierte.

## Leben
Erwin Halletz erhielt bereits ab seinem 6. Lebensjahr Violinunterricht, seinen ersten Auftritt absolvierte er mit 12 Jahren. Ab 1937 besuchte er die Wiener Musikakademie, wo er unter anderem bei Leopold Wlach das Fach Klarinette studierte. Nach ersten Auftritten in Bars versah er drei Jahre Militärdienst in einem Musikkorps und spielte bei Peter Kreuder sowie im großen Tanzorchester unter Kurt Graunke, das bis kurz vor Kriegsende als Unterhaltungsensemble der Wehrmacht tätig war.

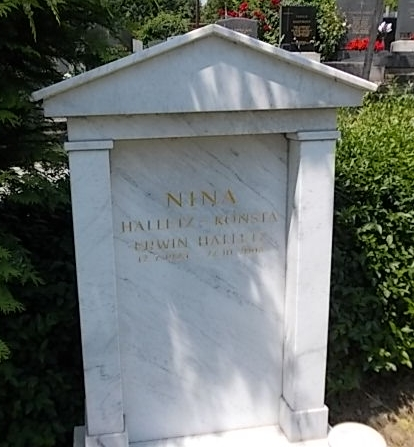
Grabstätte von Erwin Halletz

Im April 1945 wurde Halletz von der sowjetischen Kommandantur in ein Orchester zur musikalischen Truppenbetreuung verpflichtet, 1946 wurde er Erster Geiger im Wiener Tanzorchester (WTO) von Horst Winter, für das er auch als Arrangeur arbeitete und seine ersten Kompositionen verfasste. Daneben war er auch Saxophonist und Sänger. Ab 1950 übernahm er die Leitung des Wiener Tanzorchesters, mit welchem er ausgedehnte Auslands-Tourneen unternahm und für Elite Spezial Schallplatten aufnahm. Die erste Filmmusik komponierte Halletz 1953 für den Film „Ein tolles Früchtchen“ (Regie: Franz Antel), insgesamt schuf er für rund 120 Filme die Musik. Mit seinem eigenen Orchester spielte er zahlreiche Aufnahmen für Austroton und Polydor ein.
1961 ging Halletz für ein Gastspiel nach Monaco. Dort wurde er Arrangeur und Dirigent des Monte Carlo Light Symphony Orchestra. Dieses „Gastspiel“ sollte schließlich 41 Jahre andauern. Ab 1979 war Halletz als Musikchef beim Eistheater Berlin und schrieb auch die Arrangements.
Halletz arbeitete mit unzähligen Größen der Film- und Musikbranche zusammen, wie Peter Alexander, Udo Jürgens, Zarah Leander, Marika Rökk, Johannes Heesters, Ted Herold oder Connie Francis.
1950 lernte er die Sängerin Nina Konsta (1918–2003) kennen, welche er 1956 heiratete.
Seit 2002 lebte Erwin Halletz wieder in Wien.
Seine letzte Ruhestätte und die seiner Gattin befindet sich am Grinzinger Friedhof in Wien Gr. 32 / Reihe 5 / Nr. 27.

## Auszeichnungen
- 5. Mai 2004: Ehrenmedaille der Bundeshauptstadt Wien

## Werke

### Schlager (Auswahl)

Frontcover zu Onkel Satchmo’s Lullaby.

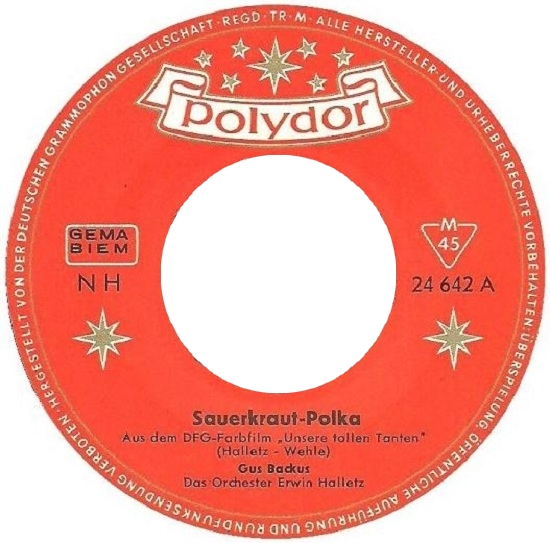
Label zu Sauerkraut-Polka.

- Abschiedsmelodie (für Connie Francis), 1964
- Amateur d'Amour (für Inge Brandenburg), 1962
- Ananas aus Caracas (für Vico Torriani), 1957
- Andrea (für Die Montecarlos), 1956
- Auf Cuba sind die Mädchen braun (für Jimmy Makulis), 1956
- Das Feuer der Liebe (für Mina), 1963
- Die letzte Rose der Prärie (für Martin Lauer), 1962
- Die weiße Möwe (für Ines Taddio), 1961
- Ein kleiner Bär mit großen Ohren (Lied und langsamer Foxtrot), 1947
- Eine einzige Stunde mit Dir (für Bully Buhlan), 1955
- Flohmarkt-Melodie (für Corry Brokken), 1963
- Geh nicht an mir vorbei (für Illo Schieder), 1956
- Genau wie du (für James Brothers), 1959
- Goodbye, Mama (für Connie Francis), 1966
- Ich will nicht wissen (für Peter Kraus), 1957
- Immer und überall (für Connie Francis), 1961
- Jedes Boot hat seinen Hafen (für Connie Francis), 1963
- Jimmy, Jonny, Josefin' (für Fred Kinglee & die King-Kols), 1949
- Kiss me Annabell (für Ted Herold), 1961
- Kitty Cat (für Peter Kraus), 1959
- Kleines Herz zu vermieten (für Evelyn Künneke), 1950
- Komm zu mir, Joe (für Connie Francis), 1965
- Linda (Ein Haus in den Rockys) (für Gus Backus), 1962
- Mein Schiff heißt Heimweh (für Lolita), 1960
- Mein zweites Ich (für Dany Mann), 1959
- Modell 1910 (für Honey Twins), 1959
- Oh, I like it (für Connie Francis und Peter Kraus), 1961
- Onkel Satchmo's Lullaby (für Louis Armstrong und Gabriele), 1959
- Rendezvous im Mondenschein (für Ted Herold), 1961
- Rhythmus 1920 (für Siw Malmkvist), 1963
- Sauerkraut-Polka (für Gus Backus), 1961
- Siebenmal in der Woche (für Vico Torriani), 1957
- Traummusik (für Lolita), 1962
- Vielleicht geschieht ein Wunder (für Carmela Corren), Eurovision Grand Prix 1963
- Weil ich so sexy bin (für Trude Herr), 1961

### Bühnenwerke
- Ich mach’ dich glücklich.  Musikalisches Lustspiel, 1949
- Träume vom Glück. Operette, 1959
- Teenagerballett. 1960
- Die Gräfin vom Naschmarkt. Musical, 1978

### Filmmusik (Auswahl)
- 1953: Ein tolles Früchtchen
- 1954: Das Bekenntnis der Ina Kahr
- 1955: Der letzte Akt
- 1955: Wunschkonzert
- 1955: Seine Tochter ist der Peter
- 1956: Durch die Wälder, durch die Auen
- 1956: Liane, das Mädchen aus dem Urwald
- 1956: Der Fremdenführer von Lissabon
- 1957: Siebenmal in der Woche
- 1957: Einmal eine große Dame sein
- 1957: Flucht in die Tropennacht
- 1957: Träume von der Südsee
- 1957: Der kühne Schwimmer
- 1957: Anders als du und ich
- 1957: Liane, die weiße Sklavin
- 1958: Liebe kann wie Gift sein
- 1958: Kleine Leute mal ganz groß
- 1958: Der Stern von Santa Clara
- 1959: Alle lieben Peter
- 1959: La Paloma
- 1959: Peter Voss, der Held des Tages
- 1960: Kein Engel ist so rein
- 1960: Bomben auf Monte Carlo
- 1961: Isola Bella
- 1961: Unsere tollen Tanten
- 1962: Drei Liebesbriefe aus Tirol
- 1963: Unsere tollen Nichten
- 1963: Die fünfte Kolonne (Fernsehserie)
- 1964: Unsere tollen Tanten in der Südsee
- 1964: Heiß weht der Wind
- 1964: Der letzte Ritt nach Santa Cruz
- 1964: Fanny Hill
- 1964: Die große Kür
- 1965: Der Schatz der Azteken
- 1965: Das Liebeskarussell
- 1965: Die Pyramide des Sonnengottes
- 1966: In Frankfurt sind die Nächte heiß
- 1966: Maigret und sein größter Fall
- 1967: Das Rasthaus der grausamen Puppen
- 1967: Heubodengeflüster
- 1967: Wenn es Nacht wird auf der Reeperbahn
- 1968: Der Arzt von St. Pauli
- 1969: Das Go-Go-Girl vom Blow-Up
- 1969: Auf der Reeperbahn nachts um halb eins
- 1970: Das Stundenhotel von St. Pauli
- 1970: Das kann doch unsren Willi nicht erschüttern
- 1971: Mädchen beim Frauenarzt
- 1971: Die tollen Tanten schlagen zu
- 1971: Zwanzig Mädchen und die Pauker
- 1971: Die Kompanie der Knallköppe
- 1986: Johann Strauß – Der König ohne Krone (Arrangement)

## Diskografie
- „Erwin Halletz And His Orchestra - Olé“, LP, 1961, Polydor 46300 LP HM
- „Erwin Halletz: Deutsche Filmkomponisten“, CD, Folge 8, 2001, Bear Family (BCD 16488 AR)
- „Der Schatz der Azteken - Die Pyramide des Sonnengottes - Der letzte Ritt nach Santa Cruz“, CD, 1995, Musik Mosaik KR 001